# ГЕС Forsse
ГЕС Forsse — гідроелектростанція у центральній частині Швеції. Розташована між ГЕС Edsele (вище по течії) та ГЕС Hjälta, входить до складу каскаду на річці Факсельвен, правій притоці Онгерманельвен, яка впадає в Ботнічну затоку Балтійського моря за півтори сотні кілометрів на південний захід від Умео.
Першу електростанцію на місці сучасної ГЕС Forsse спорудили у 1908 році. Тоді вона використовувала біля 100 м3 води на секунду, а з плином часу була замінена більш потужною станцією, що використовує 300 м3/с.
Наразі долину річки перекриває гребля висотою 13 метрів, обладнана двома водопропускними шлюзами. При цьому по лівобережжю Факсельвен прокладено обхідний канал довжиною 1,75 км, вхід в який контролюється дамбою. Інші дамба ділить його навпіл, забезпечуючи пониження рівня у другій частині (проте він все ще вищий від рівня у річці), а повернення води в Факсельвен відбувається через короткий тунель довжиною трохи більше за сотню метрів.
Інтегрований у правобережну частину греблі машинний зал обладнано двома турбінами типу Каплан загальною потужністю 52 МВт, які при напорі у 20 метрів забезпечують виробництво 210 (за іншими даними — 261) млн кВт-год електроенергії на рік.
На станції реалізовано поширений у скандинавських країнах тип деривації, котрий дозволяє максимізувати використання падіння річки на ділянці порогів. Хоча машинний зал розташований просто біля греблі, проте відпрацьована вода перед поверненням у Факсельвен прямує паралельно до неї по відвідному тунелю довжиною 0,75 км, за яким слідує канал довжиною 0,15 км.
Враховуючи знаходження станції у потужному лісопромисловому районі, біля неї спорудили спеціальний жолоб для здійснення лісосплаву.